# 16. etape af Giro d'Italia 2018
16. etape af Giro d'Italia 2018 var en 34,2 km lang enkeltstart fra Trento til Rovereto 22. maj 2018. 
Rohan Dennis vandt etapen foran Tony Martin. Tom Dumoulin blev nummer tre og indhentede et minut og femten sekunder på Simon Yates i det samlede klassement, noget som var mindre end forventet.

## Etaperesultater
| \| Etaperesultat \| Etaperesultat \| Etaperesultat \| Etaperesultat \| Etaperesultat \| \| Rytter \| Rytter \| Hold \| Tid \| \| \| ------------- \| ---------------- \| ----------------- \| ------------- \| ------------- \| \| 1. \| Rohan Dennis \| BMC Racing Team \| 40' 00" \| \| \| 2. \| Tony Martin \| Katusha-Alpecin \| + 14" \| \| \| 3. \| Tom Dumoulin \| Team Sunweb \| + 22" \| \| \| 4. \| Jos van Emden \| LottoNL-Jumbo \| + 27" \| \| \| 5. \| Chris Froome \| Team Sky \| + 35" \| \| \| 6. \| Alex Dowsett \| Katusha-Alpecin \| + 40" \| \| \| 7. \| Chad Haga \| Team Sunweb \| + 47" \| \| \| 8. \| Fabio Aru[2] \| UAE Team Emirates \| + 57" \| \| \| 9. \| David de la Cruz \| Team Sky \| + 1' 01" \| \| \| 10. \| Vasil Kiryjenka \| Team Sky \| + 1' 04" \| \| |                  |                   |          |
| |                  |                   |          |
| Kilde: ProCyclingStats |                  |                   |          |
| Etaperesultat |                  |                   |          |
| Rytter | Rytter           | Hold              | Tid      |
| 1. | Rohan Dennis     | BMC Racing Team   | 40' 00"  |
| 2. | Tony Martin      | Katusha-Alpecin   | + 14"    |
| 3. | Tom Dumoulin     | Team Sunweb       | + 22"    |
| 4. | Jos van Emden    | LottoNL-Jumbo     | + 27"    |
| 5. | Chris Froome     | Team Sky          | + 35"    |
| 6. | Alex Dowsett     | Katusha-Alpecin   | + 40"    |
| 7. | Chad Haga        | Team Sunweb       | + 47"    |
| 8. | Fabio Aru        | UAE Team Emirates | + 57"    |
| 9. | David de la Cruz | Team Sky          | + 1' 01" |
| 10. | Vasil Kiryjenka  | Team Sky          | + 1' 04" |

## Samlet
| \| Samlede stilling \| Samlede stilling \| Samlede stilling \| Samlede stilling \| Samlede stilling \| \| Rytter \| Rytter \| Hold \| Tid \| \| \| ---------------- \| ------------------ \| ---------------- \| ---------------- \| ---------------- \| \| 1. \| Simon Yates \| Mitchelton-Scott \| 66t 39' 14" \| \| \| 2. \| Tom Dumoulin \| Team Sunweb \| + 56" \| \| \| 3. \| Domenico Pozzovivo \| Bahrain-Merida \| + 3' 11" \| \| \| 4. \| Chris Froome \| Team Sky \| + 3' 50" \| \| \| 5. \| Thibaut Pinot \| Groupama-FDJ \| + 4' 19" \| \| \| 6. \| Rohan Dennis \| BMC Racing Team \| + 5' 04" \| \| \| 7. \| Miguel Ángel López \| Astana \| + 5' 37" \| \| \| 8. \| Pello Bilbao \| Astana \| + 6' 02" \| \| \| 9. \| Richard Carapaz \| Movistar Team \| + 6' 07" \| \| \| 10. \| Patrick Konrad \| Bora-Hansgrohe \| + 7' 13" \| \| |                    |                  |             |
| |                    |                  |             |
| Kilde: ProCyclingStats |                    |                  |             |
| Samlede stilling |                    |                  |             |
| Rytter | Rytter             | Hold             | Tid         |
| 1. | Simon Yates        | Mitchelton-Scott | 66t 39' 14" |
| 2. | Tom Dumoulin       | Team Sunweb      | + 56"       |
| 3. | Domenico Pozzovivo | Bahrain-Merida   | + 3' 11"    |
| 4. | Chris Froome       | Team Sky         | + 3' 50"    |
| 5. | Thibaut Pinot      | Groupama-FDJ     | + 4' 19"    |
| 6. | Rohan Dennis       | BMC Racing Team  | + 5' 04"    |
| 7. | Miguel Ángel López | Astana           | + 5' 37"    |
| 8. | Pello Bilbao       | Astana           | + 6' 02"    |
| 9. | Richard Carapaz    | Movistar Team    | + 6' 07"    |
| 10. | Patrick Konrad     | Bora-Hansgrohe   | + 7' 13"    |

| Pointkonkurrence | Pointkonkurrence  | Pointkonkurrence              | Pointkonkurrence | Pointkonkurrence |
| Rytter           | Rytter            | Hold                          | Point            |                  |
| ---------------- | ----------------- | ----------------------------- | ---------------- | ---------------- |
| 1.               | Elia Viviani      | Quick-Step Floors             | 237 point        |                  |
| 2.               | Sam Bennett       | Bora-Hansgrohe                | 197 point        |                  |
| 3.               | Simon Yates       | Mitchelton-Scott              | 113 point        |                  |
| 4.               | Sacha Modolo      | EF Education First-Drapac     | 102 point        |                  |
| 5.               | Davide Ballerini  | Androni Giocattoli-Sidermec   | 98 point         |                  |
| 6.               | Marco Frapporti   | Androni Giocattoli-Sidermec   | 89 point         |                  |
| 7.               | Danny van Poppel  | LottoNL-Jumbo                 | 89 point         |                  |
| 8.               | Niccolò Bonifazio | Bahrain-Merida                | 68 point         |                  |
| 9.               | Eugert Zhupa      | Wilier Triestina-Selle Italia | 64 point         |                  |
| 10.              | Tom Dumoulin      | Team Sunweb                   | 63 point         |                  |

| Ungdomskonkurrence | Ungdomskonkurrence    | Ungdomskonkurrence          | Ungdomskonkurrence | Ungdomskonkurrence |
| Rytter             | Rytter                | Hold                        | Tid                |                    |
| ------------------ | --------------------- | --------------------------- | ------------------ | ------------------ |
| 1.                 | Miguel Ángel López    | Astana                      | 66t 44' 51"        |                    |
| 2.                 | Richard Carapaz       | Movistar Team               | + 30"              |                    |
| 3.                 | Ben O'Connor          | Dimension Data              | + 1' 56"           |                    |
| 4.                 | Sam Oomen             | Team Sunweb                 | + 2' 28"           |                    |
| 5.                 | Maximilian Schachmann | Quick-Step Floors           | + 32' 29"          |                    |
| 6.                 | Fausto Masnada        | Androni Giocattoli-Sidermec | + 36' 22"          |                    |
| 7.                 | Jack Haig             | Mitchelton-Scott            | + 36' 45"          |                    |
| 8.                 | Valerio Conti         | UAE Team Emirates           | + 41' 32"          |                    |
| 9.                 | Matej Mohorič         | Bahrain-Merida              | + 43' 31"          |                    |
| 10.                | Felix Großschartner   | Bora-Hansgrohe              | + 46' 23"          |                    |

| Bjergkonkurrence | Bjergkonkurrence   | Bjergkonkurrence            | Bjergkonkurrence | Bjergkonkurrence |
| Rytter           | Rytter             | Hold                        | Point            |                  |
| ---------------- | ------------------ | --------------------------- | ---------------- | ---------------- |
| 1.               | Simon Yates        | Mitchelton-Scott            | 91 point         |                  |
| 2.               | Giulio Ciccone     | Bardiani CSF                | 52 point         |                  |
| 3.               | Esteban Chaves     | Mitchelton-Scott            | 47 point         |                  |
| 4.               | Thibaut Pinot      | Groupama-FDJ                | 46 point         |                  |
| 5.               | Chris Froome       | Team Sky                    | 36 point         |                  |
| 6.               | Domenico Pozzovivo | Bahrain-Merida              | 36 point         |                  |
| 7.               | Fausto Masnada     | Androni Giocattoli-Sidermec | 35 point         |                  |
| 8.               | Valerio Conti      | UAE Team Emirates           | 33 point         |                  |
| 9.               | Matteo Montaguti   | AG2R La Mondiale            | 29 point         |                  |
| 10.              | Richard Carapaz    | Movistar Team               | 27 point         |                  |

| Holdkonkurrence | Holdkonkurrence   | Holdkonkurrence | Holdkonkurrence |
| Hold            | Hold              | Tid             |                 |
| --------------- | ----------------- | --------------- | --------------- |
| 1.              | Sky               | 200t 19' 39"    |                 |
| 2.              | Astana            | + 8' 36"        |                 |
| 3.              | Mitchelton-Scott  | + 10' 12"       |                 |
| 4.              | Bora-Hansgrohe    | + 33' 10"       |                 |
| 5.              | Groupama-FDJ      | + 33' 16"       |                 |
| 6.              | Movistar Team     | + 38' 54"       |                 |
| 7.              | AG2R La Mondiale  | + 39' 57"       |                 |
| 8.              | Team Sunweb       | + 48' 09"       |                 |
| 9.              | Dimension Data    | + 57' 56"       |                 |
| 10.             | UAE Team Emirates | + 1t 13' 46"    |                 |